# The Operation M.D.
The Operation M.D. je sólovým projektem Conea (vlastním jménem Jason McCaslin), baskytaristy skupiny Sum 41, Todda Morseho a bubeníka Matta Brana.
Jejich debutové album se jmenuje We have an emergency. Prvním videoklipem se stala melodická Sayonara. Cone a Todd zde vystupují jako Dr. Dynamite a Dr. Rocco. Do porodnice přivezou rodičku a údajného otce dítěte. Dr.Rocco si po spatření rodičky uvědomí, že právě s touto ženou měl před devíti měsíci poměr. Netušil, že když odcházel, za dveřmi byl schovaný Dr. Dynamite a situace se opakovala. Narodilo se miminko se spoustou ježatých vlasů, nápadně podobné Dr. Dynamiteovi. Dr. Dynamite schytá ránu pěstí od potenciálního otce. Tento klip režíroval Coneův kamarád a spoluhráč ze Sum 41, bubeník Steve Jocz.
Dalším klipem je pomalejší Someone like you. Klip začíná v šatně obou doktorů, Dr. Dynamite se snaží co nejvíce zdokonalit, Dr. Rocco se spíš šklebí a dělá opičky. Doktoři se chystají na vystoupení, kde se spoustou tanečnic dozpívají.
Seznam písní na albu We have an emergency:
1. Chain
2. Dirt
3. Everyday I
4. New kill
5. Obvious
6. Photo sexual
7. Sayonara
8. Someone like you
9. The way that you walk
10. Tomorrow’s calling
11. We have an emergency

The Operation M.D. jsou zvukem v Sayonaře podobní zejména The Hives, melodií a zpěvem v Someone like you The Beatles.